# Валя Сатулуй
Валя Сатулуй (рум. Valea Satului) — село в Криулянском районе Молдавии. Наряду с сёлами Долинное и Валя Колоницей входит в состав коммуны Долинное.

## География
Село расположено на высоте 102 метра над уровнем моря.

## Население
По данным переписи населения 2004 года, в селе Валя Сатулуй проживает 99 человек (51 мужчина, 48 женщин).
Этнический состав села:
| Национальность | Число жителей | Процентный состав |
| -------------- | ------------- | ----------------- |
| украинцы       | 47            | 47,47             |
| молдаване      | 44            | 44,44             |
| русские        | 6             | 6,06              |
| гагаузы        | 1             | 1,01              |
| прочие         | 1             | 1,01              |
| Всего          | 99            | 100 %             |